# Дебюсси, Клод
Клод-Ашиль Дебюсси́ (фр. Claude Achille Debussy, [aʃil klod dəbysi]; 22 августа 1862[…], Сен-Жермен-ан-Ле, Сена и Уаза, Вторая французская империя — 25 марта 1918[…], XVI округ Парижа, Третья французская республика) — французский композитор. Ведущий представитель музыкального импрессионизма.

## Биография
Родился 22 августа 1862 года в Сен-Жермен-ан-Ле (пригород Парижа) в семье мелкого торговца — владельца небольшой посудной фаянсовой лавки, крещён в церкви Святого Германа. Когда Клоду исполнилось два года, его отец продал свой магазинчик, и вся семья переехала в Париж, где Дебюсси-старший устроился на работу бухгалтером в частной фирме. В Париже и прошло почти всё детство Клода Дебюсси за вычетом времени Франко-прусской войны, когда мать будущего композитора уехала вместе с ним в Канн, подальше от военных действий. Именно в Канне юный Клод в 1870 году начал брать первые уроки фортепиано; по возвращении в Париж занятия продолжились под руководством Антуанетты Моте де Флёрвиль, тёщи поэта Поля Верлена, к тому же называвшей себя ученицей Фредерика Шопена.
В 1872 году, в возрасте десяти лет, поступил в Парижскую консерваторию. В классе фортепиано он занимался у известного пианиста и педагога Антуана Мармонтеля, в классе начального сольфеджио — у именитого традиционалиста Альбера Лавиньяка, а орган ему преподавал сам Сезар Франк. В консерватории Дебюсси учился довольно успешно, хотя как ученик ничем особенным не блистал. Только в 1877 году профессура оценила фортепианный талант Дебюсси, присвоив ему вторую премию за исполнение сонаты Шумана. Пребывание в классе гармонии и аккомпанемента Эмиля Дюрана и вовсе привело к открытому конфликту между учеником и педагогом. Верный школьному учебнику гармонии, Дюран никак не мог смириться даже с самыми скромными экспериментами своего ученика. Не забыв о своих стычках с педагогом, спустя много лет Дебюсси писал об этом эпизоде своего обучения: «Гармония в таком виде, как её преподают в консерватории, представляет собой напыщенно-смешной способ сортировки звуков».
Систематически изучать композицию Дебюсси начал только с декабря 1880 года у профессора, члена Академии Изящных Искусств Эрнеста Гиро. За полгода до поступления в класс Гиро Дебюсси совершил путешествие по Швейцарии и Италии в качестве домашнего пианиста и учителя музыки в семье богатой русской меценатки Надежды фон Мекк. Лето 1881 и 1882 годов Дебюсси и вовсе провёл под Москвой, в её имении Плещеево. Общение с семьёй Фон Мекк и пребывание в России благотворно повлияло на развитие молодого музыканта. В её доме Дебюсси познакомился с новой русской музыкой Чайковского, Бородина, Балакирева и близких к ним композиторов. В ряде писем фон Мекк к Чайковскому иногда упоминался некий «милый французик», который с восхищением отзывается о его музыке и превосходно читает партитуры. Вместе с фон Мекк Дебюсси посетил также Флоренцию, Венецию, Рим, Москву и Вену, где впервые услышал музыкальную драму «Тристан и Изольда», на добрый десяток лет ставшую предметом его восхищения и даже поклонения. Эту равно приятную и выгодную работу молодой музыкант потерял в результате некстати обнаружившейся влюблённости в одну из многочисленных дочерей фон Мекк. (В 1913 году Сергей Кусевицкий организовал концерты Дебюсси в Москве, где состоялась встреча Дебюсси с Соней фон Мекк (Софьей Голицыной). Из их разговора: — Я слышала твои «Прелюдии». Особенно мне понравилась «Девушка с волосами цвета льна». — Это о тебе).
Вернувшись в Париж, Дебюсси в поисках заработка поступил аккомпаниатором в вокальную студию мадам Моро-Сенти, где и познакомился с богатой певицей-любительницей и меломанкой мадам Ванье. Она значительно расширила круг его знакомств и ввела Клода Дебюсси в круги парижской художественной богемы. Для Ванье Дебюсси сочинил несколько изысканных романсов, среди которых оказались такие шедевры, как «Мандолина» и «Под сурдинку».
Одновременно Дебюсси продолжал свои занятия в консерватории, пытаясь добиться признания и успеха также среди своих коллег, академических музыкантов. В 1883 году Дебюсси получил вторую Римскую премию за кантату «Гладиатор». Не остановившись на достигнутом, он продолжил свои усилия в этом направлении и год спустя, в 1884 году, получил Большую Римскую премию за кантату «Блудный сын». По странности столь же трогательной, сколь и неожиданной, это случилось благодаря личному вмешательству и доброжелательной поддержке Шарля Гуно. В противном случае Дебюсси наверняка не получил бы эту картонную профессиональную корону всех академиков от музыки — «этот своеобразный аттестат происхождения, просвещения и подлинности первой степени», как позднее шутливо называли между собой Римскую премию Дебюсси и его приятель, Эрик Сати.

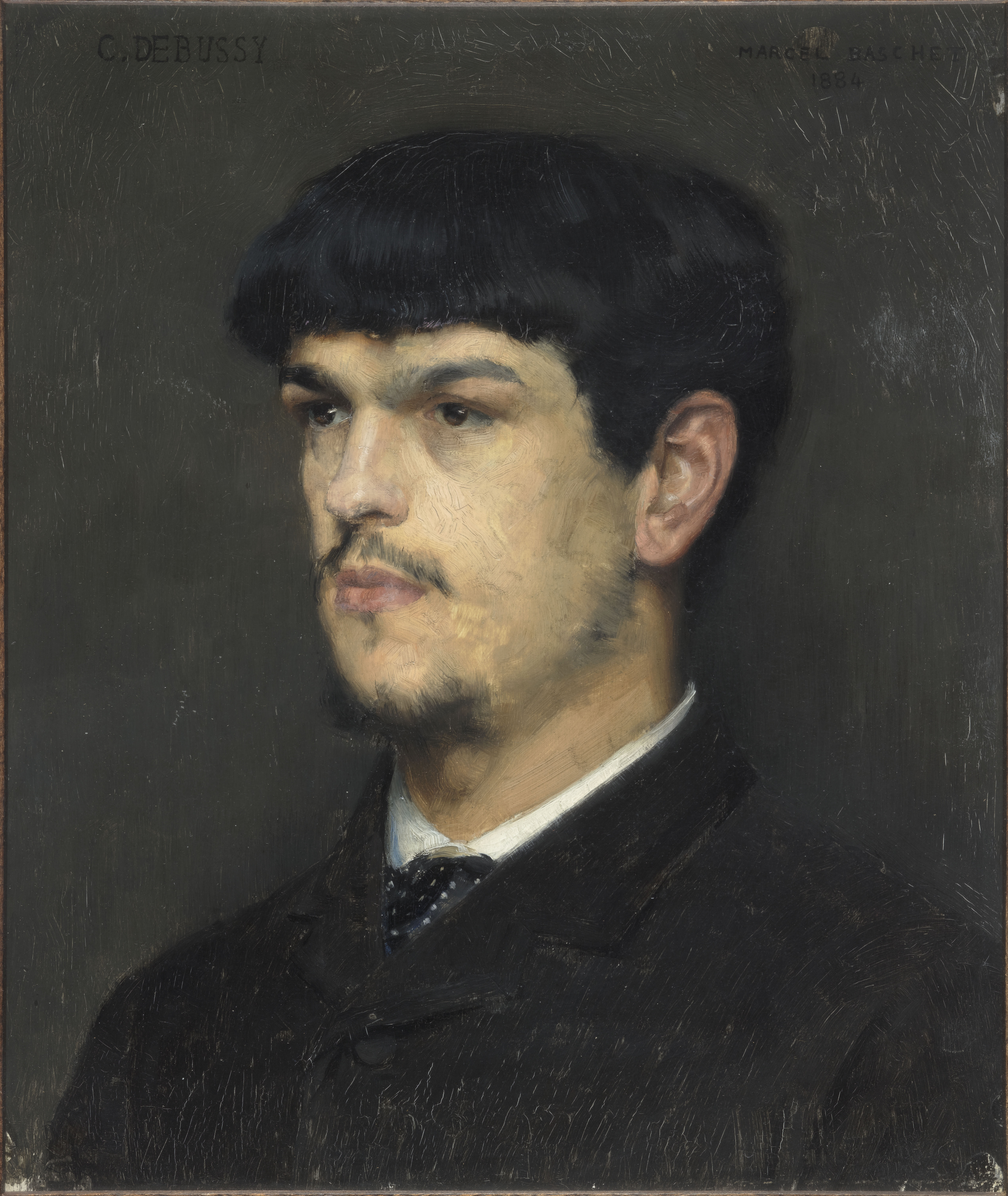
Клод Дебюсси. Портрет работы Марселя Боше, 1884

В 1885 году, с крайней неохотой и опоздав на два месяца (что было серьёзным нарушением), Дебюсси всё же отправился на казённый счёт в Рим, где ему два года полагалось жить и работать на вилле Медичи наряду с прочими лауреатами премии. Именно в такой жёсткой двойственности и внутренних противоречиях прошёл весь ранний период жизни Дебюсси. Одновременно он и сопротивляется консервативной Академии, и желает быть включённым в её ряды, упорно добивается премии, но не хочет затем её отрабатывать и «оправдывать». Тем более что для сомнительной чести быть поощрённым в качестве примерного ученика приходилось себя всячески сдерживать и считаться с академическими требованиями. Так, в отличие от романсов для мадам Ванье, работы Дебюсси, удостоенные Римских премий, в целом не выходили за пределы дозволенного традиционализма. И всё же все эти годы Дебюсси был глубоко озабочен поисками своего оригинального стиля и языка. Эти эксперименты молодого музыканта неизбежно вступали в противоречие с академической схоластикой. Не раз между Дебюсси и некоторыми профессорами консерватории возникали острые конфликты, осложнявшиеся вспыльчивым и злопамятным характером молодого композитора.
Римский период не стал для композитора особенно плодотворным, поскольку ни Рим, ни итальянская музыка не оказались ему близки, однако здесь он познакомился с поэзией прерафаэлитов и начал сочинять кантату (авторское обозначение — «лирическая поэма») для голоса с оркестром «Дева-избранница» (фр. La damoiselle élue) на слова Габриэля Россетти — первое произведение, в котором наметились черты его творческой индивидуальности. Отбыв первые несколько месяцев на вилле Медичи, Дебюсси посылает в Париж кантату «Зюлейма» (на текст поэмы Жоржа Буайе, написанной по мотивам трагедии Гейне «Альманзор»), а ещё через год — двухчастную сюиту для оркестра и хора без слов «Весна» (по знаменитой картине Боттичелли), вызвавшие печально знаменитый официальный отзыв Академии:

«Несомненно, Дебюсси не грешит плоскими оборотами и банальностью. Наоборот, его отличает ясно выраженное стремление к поискам чего-то странного и необычного. Он обнаруживает чрезмерное чувство музыкального колорита, которое временами заставляет его забывать важность чёткости рисунка и формы. Он должен особо остерегаться расплывчатого импрессионизма, столь опасного врага правды в произведениях искусства». — (Leon Vallas, “Claude Debussy”, Paris, 1926, p.37.)
При всей академической косности содержания этот отзыв является по существу глубоко новаторским. Данная бумага 1886 года вошла в историю как первое упоминание об «импрессионизме» применительно к музыке. На тот момент импрессионизм вполне сформировался как художественное течение в живописи, но в музыке (в том числе и самого Дебюсси) он не только не существовал, но даже ещё и не намечался. Дебюсси лишь находился в начале поисков нового стиля, и испуганные академики тщательно очищенным камертоном своих ушей уловили будущее направление его движения — и испуганно предостерегли его. Сам же Дебюсси с достаточно едкой иронией говорил о своей «Зюлейме»: «она слишком сильно напоминает то ли Верди, то ли Мейербера»…

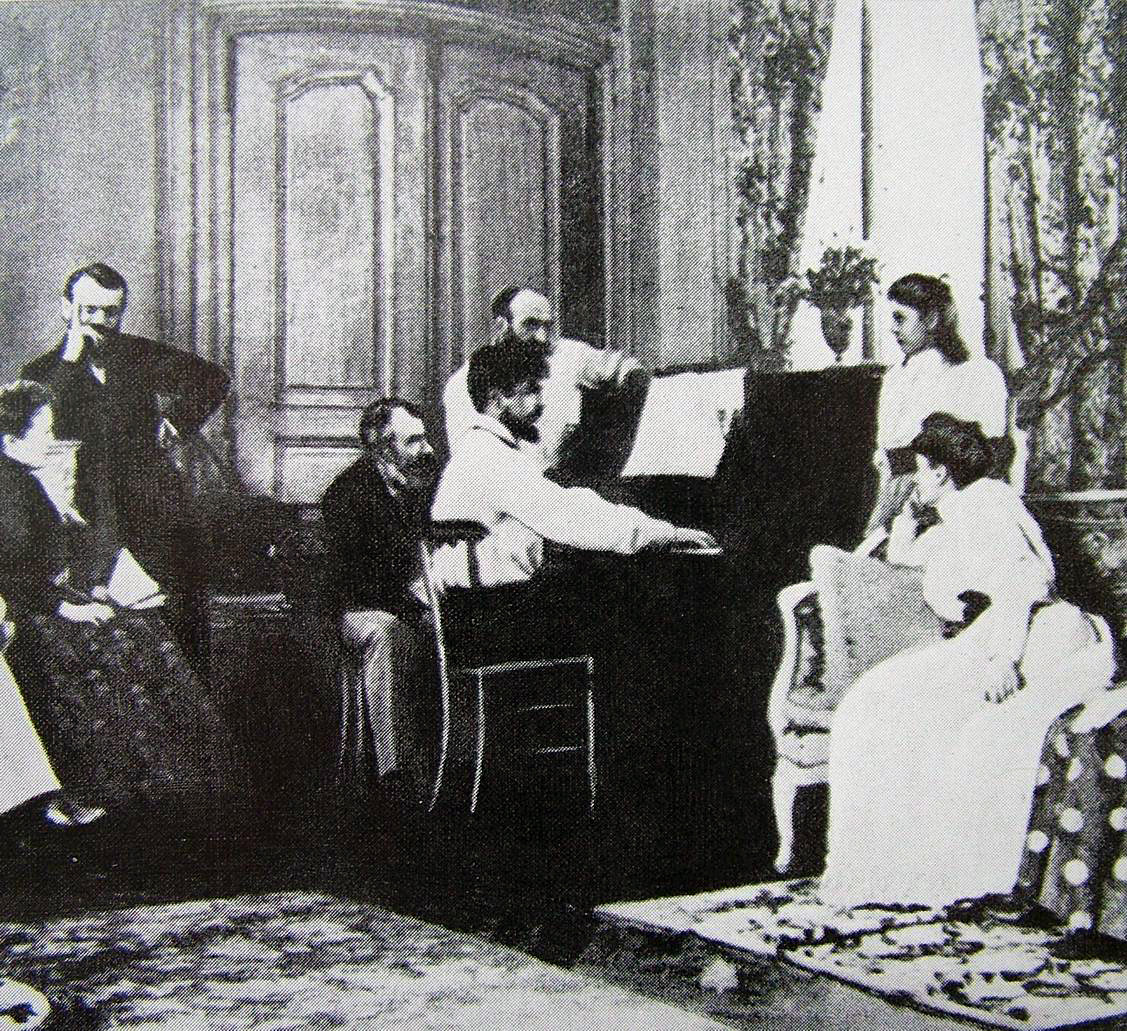
Дебюсси в салоне Эрнеста Шоссона играет оперу «Борис Годунов» Мусоргского, 1893 год

Однако кантата «Дева-избранница» и сюита «Весна», написанные на вилле Медичи, уже не вызывали у него столь сильной самоиронии. И когда Академия, приняв к исполнению в одном из своих концертов «Деву», отвергла «Весну», композитор предъявил резкий ультиматум и произошёл скандал, результатом которого стал отказ от участия в концерте и полный разрыв Дебюсси с Академией.
После Рима Дебюсси посетил Байройт и снова испытал на себе сильнейшее влияние Рихарда Вагнера. Пожалуй, к числу самых вагнеровских произведений относится вокальный цикл «Пять стихотворений Бодлера» (фр. Cinq Poèmes de Baudelaire). Однако, не удовлетворившись одним Вагнером, все эти годы Дебюсси активно интересуется всем новым и повсюду ищет свой стиль. Ещё раньше посещение России привело к увлечению творчеством Мусоргского. После проходившей в Париже Всемирной выставки 1889 года Дебюсси обращает внимание на экзотические оркестры, в особенности яванский и аннамитский. Однако окончательное формирование композиторского стиля происходит у него только тремя годами позже.
Пытаясь сделать крупную композиторскую заявку, в 1890 году Дебюсси начинает работу над оперой «Родриг и Химена» (фр. Rodrigue et Chimène) по либретто Катюля Мендеса. Однако и эта работа не вызвала у него никакой уверенности в собственных силах и спустя два года была брошена неоконченной.
В конце 1880-х годов Дебюсси ближе сходится с Эрнестом Шоссоном, композитором-любителем, секретарём Национального Совета Музыки и просто очень богатым человеком, на помощь и поддержку которого он рассчитывал. Блестящий артистический салон Шоссона еженедельно посещали такие знаменитости, как композиторы Анри Дюпарк, Габриэль Форе и Исаак Альбенис, скрипач Эжен Изаи, певица Полина Виардо, пианист Альфред Корто-Дени, писатель Иван Тургенев и художник Клод Моне. Именно там Дебюсси знакомится с поэтом-символистом Стефаном Малларме и становится сначала постоянным посетителем его поэтического кружка, а затем — и близким другом. В это же время Дебюсси впервые прочитал новеллы Эдгара По, который до конца жизни стал любимым писателем Дебюсси.

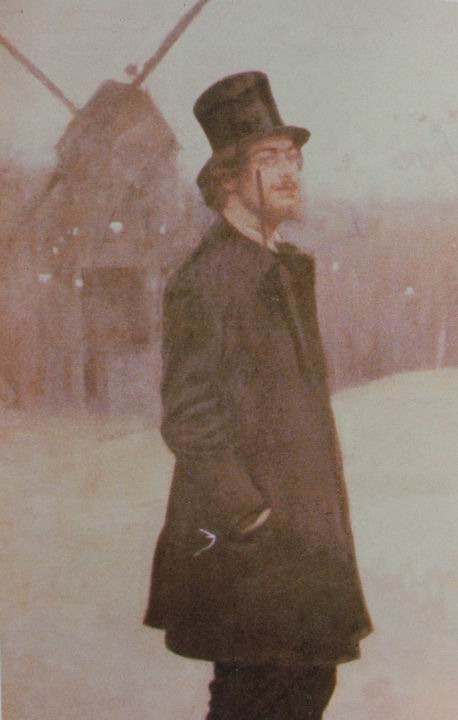
Рамон Касас (1891) (фрагмент импрессионистской картины с фигурой Сати)

Однако самым важным событием этого времени стало, пожалуй, неожиданное знакомство в 1891 году с тапёром «Трактира в Клу» (фр. Auberge du Clou) на Монмартре Эриком Сати, занимавшим должность второго пианиста. Поначалу Дебюсси привлекли гармонически свежие и необычные импровизации кафешантанного аккомпаниатора, а затем и его свободные от любых стереотипов суждения о музыке, оригинальность мышления, независимый, грубоватый характер и едкое остроумие, не щадящее решительно никаких авторитетов. Также Сати заинтересовал Дебюсси своими новаторскими фортепианными и вокальными сочинениями, написанными смелой, хотя и не вполне профессиональной рукой. Непростая дружба-вражда этих двух композиторов, определивших лицо музыки Франции начала XX века, продолжилась почти четверть века. Спустя тридцать лет Эрик Сати так описал их встречу:

«Когда мы впервые встретились, <…> он был как промокашка, насквозь пропитан Мусоргским и кропотливо искал свой путь, который ему никак не удавалось нащупать и отыскать. Как раз в этом вопросе я его далеко переплюнул: ни Римская премия…, ни „премии“ каких-либо других городов этого мира не отягощали мою походку, и мне не приходилось тащить их ни на себе, ни на своей спине… <…> В тот момент я писал „Сына звёзд“ — на текст Жозефа Пеладана; и много раз объяснял Дебюсси необходимость для нас, французов, наконец, освободиться от подавляющего влияния Вагнера, которое совершенно не соответствует нашим природным наклонностям. Но одновременно я давал ему понять, что нисколько не являюсь антивагнеристом. Вопрос состоял только в том, что мы должны иметь свою музыку — и по возможности, без немецкой кислой капусты.
Но почему бы для этих целей не воспользоваться такими же изобразительными средствами, которые мы уже давно видим у Клода Моне, Сезанна, Тулуз-Лотрека и прочих? Почему бы не перенести эти средства на музыку? Нет ничего проще. Не это ли есть настоящая выразительность?» — (Эрик Сати, из статьи «Клод Дебюсси», август 1922.)

Дебюсси и Сати (фото Стравинского, 1910 год)

Ещё в 1886—1887 годах Сати опубликовал свои первые импрессионистские опусы (для фортепиано и голоса с фортепиано). Несомненно, общение с этим независимым и свободным человеком, находящимся вне всех группировок и академий, значительно ускорило формирование окончательного (зрелого) стиля Дебюсси. Необычайно резкий и бурный характер носило у Дебюсси также и преодоление вагнеровского влияния. И если до 1891 года его преклонение перед Вагнером (по собственному признанию) «доходило до той степени, когда забываешь о правилах приличия», то спустя всего два года Дебюсси договорился до полного отрицания всякого значения Вагнера для искусства: «Вагнер никогда не служил музыке, он даже не служил Германии!» Многие из его близких друзей (включая Шоссона и Эмиля Вюйермо) так и не смогли понять и принять этой внезапной перемены, что повлекло за собой охлаждение также и личных отношений.
Бросив сочинение оперы «Родриг и Химена» на либретто (по выражению Сати) «этого жалкого вагнериста Катюля Мендеса», в 1893 году Дебюсси приступил к долгому сочинению оперы по драме Метерлинка «Пеллеас и Мелисанда». А ещё год спустя, искренне вдохновившись эклогой Малларме, Дебюсси написал симфоническую прелюдию к послеполуденному отдыху фавна, которой суждено было стать своеобразным манифестом нового музыкального течения: импрессионизм в музыке.

В 1899 году, Дебюсси женится на Розали Тексье по прозвищу Лили, работавшей манекенщицей в модном доме сестёр Калло. Однако в конце 1903 года или в начале 1904 года, у него начались скрытые от окружающих отношения с Эммой Бардак, с которой лично познакомился, когда он давал музыкальные уроки её сыну Раулю (бывшему ученику Габриэля Форе) в её с мужем Сигизмундом Бардак (фр. Sigismond Bardac) доме. Имея разносторонние художественные наклонности, будучи музыкально одарённой и обладая приятным голосом, Эмма вошла в артистические круги Парижа, где получила известность и завязала множество знакомств, стала вдохновительницей известного вокального цикла Габриэля Форе «Добрая песня» (Ор. 61, 1892—1893) на стихи Поля Верлена, который композитор ей и посвятил. В июле 1904 года Дебюсси и Эмма бросают своих супругов, бежав из Парижа, после чего лето и осень провели вместе на севере Франции и некоторое время в Англии (Джерси, Истборн). В этот период композитор продолжил работу над фортепианной пьесой «Остров радости» и своим крупнейшим сочинением для симфонического оркестра «Море». 13 октября жена композитора Розали Тексье пыталась застрелиться на площади, её спасли и поместили в больницу, но в прессу просочились некоторые порочащие его подробности и по городу поползли слухи, что Дебюсси едва не довёл её до смерти. Обстоятельства этого дела повлекли разрыв Дебюсси со многими друзьями и знакомыми, ставшими на сторону его жены и выразившими ему своё неодобрение (некоторые из них позднее всё же возобновили знакомство с ним). Развод с ней был оформлен 2 августа 1905 года, а Эмма развелась с мужем ещё 4 апреля 1905 года. Тексье пережила своего бывшего мужа (она умерла в 1933 году) и сохранила свою привязанность к нему и его памяти до конца своей жизни. Она присутствовала на возобновлении оперы «Пеллеас и Меллизанда» и виделась с певицей Мэри Гарден, которая при разводе встала на сторону Лили, посещала мероприятия, посвящённые его творчеству.
В 1905 году у них родилась дочь Клод-Эмма Дебюсси (1905—1919; домашнее прозвище «Шушу»), которой композитор посвятил цикл фортепианных пьес «Детский уголок», а также свой последний балет «Ящик с игрушками» (фр. La Boite a joujoux). В 1905 году они приобрели дом (до этого его снимала Эмма под своей девичьей фамилией) недалеко от Булонского леса по адресу Square du Bois-de-Boulogne, №. 24 (современный адрес авеню Фош), в котором прожили до смерти Дебюсси.

Материальные проблемы, содержание дома, заботы о семье заставили его в последние годы жизни множество раз выступать в концертах, гастролировать и браться за столь нелюбимую им дирижёрскую деятельность. Как замечала М. Лонг в своей книге «За роялем с Дебюсси»:
В пятьдесят лет, конечно же, ему не нужно было зарабатывать себе на хлеб. Однако достаточно дорого стоящая жизнь его жены и дочери — вот откуда у Дебюсси необходимость принимать приглашения дирижировать своими концертами за границей. От него ли зависела зажиточность, в которой его столько раз упрекали? Какая доброта! Какая гордость! Но и при каждом отъезде— будто почву вырывают из-под ног!
Поздние годы семьи Дебюсси были омрачены его борьбой с раком, осложнениями после операции и трудностями при написании музыки смертельно больным композитором.
Композитор умер 25 марта 1918 года в присутствии своей жены. В связи с этим трагическим событием его дочь писала брату Раулю: «Папа умер. Два слова — я не понимаю их или я их понимаю слишком хорошо… И я здесь, совсем одна, чтобы бороться с неописуемым горем мамы». Дебюсси был временно похоронен на кладбище Пер-Лашез, через год перезахоронен на кладбище Пасси. Дочь Дебюсси ненадолго пережила своего отца — она умерла 16 июля 1919 года от несвоевременно выявленной дифтерии и была похоронена в могиле отца. Его жена Эмма умерла в 1934 году и похоронена с мужем и дочерью.

## Творчество
В течение всей остальной жизни Дебюсси приходилось бороться с недугами и бедностью, но он работал неустанно и весьма плодотворно. С 1901 он начал выступать в периодической печати с остроумными рецензиями на события текущей музыкальной жизни (после смерти Дебюсси они были собраны в сборнике «Господин Крош — антидилетант» («Monsieur Croche — antidilettante»), опубликован в 1921 году). В тот же период появляется большинство его фортепианных произведений.
За двумя сериями «Образов» (1905—1907) последовала сюита «Детский уголок» (1906—1908), посвящённая дочери композитора Шушу.
Дебюсси совершил несколько поездок с концертами, чтобы обеспечить семью. Он дирижировал своими сочинениями в Англии, в Италии, в России и других странах. Две тетради прелюдий для фортепиано (1910—1913) демонстрируют эволюцию своеобразного звукоизобразительного письма, характерного для фортепианного стиля композитора. В 1911 году он написал музыку к мистерии Габриэле д’Аннунцио Мученичество Святого Себастьяна, партитуру по его разметке делал французский композитор и дирижёр А. Капле. В 1912 году появился оркестровый цикл «Образы». Дебюсси уже давно привлекал балет, и в 1913 он сочинил музыку к балету «Игры», который был показан труппой «Русских сезонов» Сергея Павловича Дягилева в Париже и Лондоне. В том же году композитор начал работу над детским балетом «Ящик с игрушками» — его инструментовка была завершена Капле уже после кончины автора. Эта бурная творческая деятельность была временно приостановлена Первой мировой войной, но уже в 1915 появились многочисленные фортепианные произведения, в том числе Двенадцать этюдов, посвящённых памяти Шопена. Дебюсси начал серию камерных сонат, в определённой мере опирающихся на стилистику французской инструментальной музыки XVII—XVIII веков. Он успел завершить три сонаты из этого цикла: для виолончели и фортепиано (1915), для флейты, альта и арфы (1915), для скрипки и фортепиано (1917). Дебюсси получил заказ от Джулио Гатти-Казацца из Метрополитен-опера на оперу по повести Эдгара Аллана По «Падение дома Ашеров», над которой он начинал работу ещё в молодости. У него ещё хватило сил переделать оперное либретто.
Композитор был довольно скромным человеком, его не привлекала слава и всенародная любовь. Он даже не всегда посещал премьеры своих опер, предпочитая оставаться в тени. А свой невероятный талант он объяснял просто как дар всевышнего: «Если бы Бог не любил мою музыку, я бы её не писал».

## Память

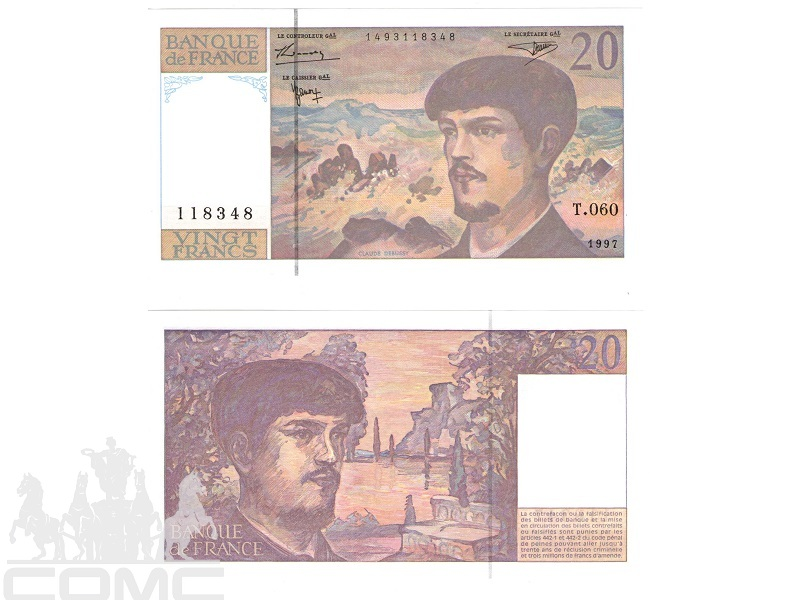
Купюра номиналом 20 франков. 1997 год, Франция.

- В честь композитора назван астероид (4492) Дебюсси.
- Изображён на французской банкноте в 20 франков образца 1980 года, выпускавшейся с 1981 по 2001 год.

## Сочинения
Полный каталог сочинений Дебюсси составлен Франсуа Лесюром (Женева, 1977; новая редакция: 2001).

### Оперы
- Пеллеас и Мелизанда (1893—1895, 1898, 1900—1902)

### Балеты
- Камма (1910—1912)
- Игры с огнём (1912, показ 1913)
- Игры (1912—1913)
- Ящик с игрушками (1913)

### Сочинения для оркестра
- Симфония (1880—1881)
- Сюита «Триумф Вакха» (1882)
- Сюита «Весна» для женского хора и оркестра (1887)
- Фантазия для фортепиано с оркестром (1889—1896)
- Прелюдия к послеполуденному отдыху фавна (1891—1894). Имеется также авторская обработка для двух фортепиано, сделанная в 1895 г.
- «Ноктюрны» — программное симфоническое произведение, включающее в себя 3 пьесы: «Облака», «Празднества», «Сирены» (1897—1899)
- Рапсодия для альтового саксофона с оркестром (1901—1908)
- «Море», три симфонических эскиза (1903—1905). Имеется также авторская обработка для фортепиано в 4 руки, сделанная в 1905 г.
- Два танца для арфы и струнных (1904). Имеется также авторская обработка для двух фортепиано, сделанная в 1904 г.
- «Образы» (1905—1912)

### Камерная музыка
- Фортепианное трио (1880)
- Ноктюрн и скерцо для скрипки и фортепиано (1882)
- Струнный квартет (1893)
- Рапсодия для кларнета и фортепиано (1909—1910)
- «Сиринкс» для флейты соло (1913)
- Шесть сонат для разных инструментов, неоконченный цикл в который входят:
  - Соната для виолончели и фортепиано (1915)
  - Соната для флейты, альта и арфы (1915)
  - Соната для скрипки и фортепиано (1916—1917)

### Сочинения для фортепиано
А) для фортепиано в две руки
- Цыганский танец (1880)
- Две арабески (около 1890)
- Мазурка (около 1890)
- Грёзы (фр. Rêverie); около 1890)
- Бергамасская сюита (1890; отредактирована в 1905)

1. Прелюдия
2. Менуэт
3. Лунный свет
4. Паспье

- Романтический вальс (около 1890)
- Ноктюрн (1892)
- Сюита для фортепиано (1894—1901)
- Образы. Первая тетрадь (1901—1905)

1. Reflet dans l’eau // Отражения в воде
2. Hommage а Rameau // Посвящение Рамо
3. Mouvement // Движение

- Эстампы (1903)

1. Пагоды
2. Вечер в Гранаде
3. Сады под дождём

- Остров радости (1903—1904)
- Маски (1903—1904)
- Пьеса (1904; на материале наброска к опере «Чёрт на колокольне»)
- Детский уголок (1906—1908)

1. Doctor Gradus ad Parnassum // Доктор Gradus ad Parnassum, или Доктор «Ступень к Парнасу». Заглавие связано со знаменитым циклом этюдов Клементи — систематическими упражнениями для достижения вершин исполнительского мастерства.
2. Колыбельная слона
3. Серенада кукле
4. Снег танцует
5. Маленький пастух
6. Кукольный кэк-уок

- Образы. Вторая тетрадь (1907)

1. Cloches à travers les feuilles // Колокольный звон сквозь листву
2. Et la lune descend sur le temple qui fut // Развалины храма при свете луны
3. Poissons d`or // Золотые рыбки

- Посвящение Гайдну (1909)
- Прелюдии. Тетрадь 1 (1910)

1. Danseuses de Delphes // Дельфийские танцовщицы
2. Voiles // Паруса
3. Le vent dans la plaine // Ветер на равнине
4. Les sons et les parfums tournent dans l’air du soir // Звуки и ароматы реют в вечернем воздухе
5. Les collines d’Anacapri // Холмы Анакапри
6. Des pas sur la neige // Шаги на снегу
7. Ce qu’a vu le vent de l’ouest // Что видел западный ветер
8. La fille aux cheveux de lin // Девушка с волосами цвета льна
9. La sérénade interrompue // Прерванная серенада
10. La cathédrale engloutie // Затонувший собор
11. La danse de Puck // Танец Пёка
12. Minstrels // Менестрели

- «Более, чем медленный (вальс)» (1910)
- Прелюдии. Тетрадь 2 (1911—1913)

1. Brouillards // Туманы
2. Feuilles mortes // Мёртвые листья
3. La puerta del vino // Ворота Альгамбры [традиционный перевод]
4. Les fées sont d’exquises danseuses // Феи — прелестные танцовщицы
5. Bruyères // Вереск
6. General Levine — eccentric // Генерал Левайн (Лявин) — эксцентрик
7. La Terrasse des audiences du clair de lune // Терраса свиданий при лунном свете (Терраса, освещённая лунным светом)
8. Ondine // Ундина
9. Hommage а S.Pickwick Esq. P.P.M.P.C. // Дань почтения С. Пиквику, эсквайру
10. Canope // Канопа
11. Les tierces alternées // Чередующиеся терции
12. Feux d’artifice // Фейерверк

- Героическая колыбельная (1914)
- Элегия (1915)
- 12 этюдов (1915)

Б) для фортепиано в 4 руки
- Andante (1881; не опубл.)
- Дивертисмент (1884)
- Маленькая сюита (1886—1889)
- Шесть античных эпиграфов (1914). Последняя из шести пьес — также в авторской обработке для 2 фп. (1914)

В) для 2 фортепиано
- Чёрное и белое (En blanc et noir), три пьесы (1915)

### Сочинения для голоса и фортепиано
- Chansons de Bilitis / Песни Билитис

1. La flûte de Pan / Флейта Пана
2. La chevelure / Волосы
3. Le tombeau des naïades / Гробница наяд

- Fêtes galantes I / Галантные празднества

1. En sourdine / Под сурдину
2. Fantoches / Марионетки
3. Clair de lune / Лунный свет

- Chansons de France / Песни Франции

1. Le temps a laissié son manteau (рондель 1)
2. La grotte / Грот
3. Pour ce que plaisance est morte (рондель 2)

- 3 poèmes de Mallarmé / 3 стихотворения Малларме

1. Soupir / Вздох
2. Placet futile / Ничтожная просьба
3. Éventail / Веер

- Proses lyriques / Лирические прозы

1. De rêve
2. De grève
3. De fleurs
4. De soir

- Ariettes oubliées / Забытые ариетты (на стихи П. Верлена)

1. C’est l’extase / Это экстаз…
2. Il pleure dans mon coeur / Плачет сердце моё
3. L’ombre des arbres / Деревьев тень
4. Chevaux de bois / Деревянные лошадки
5. Green / Зелень
6. Spleen / Сплин

### Прочие сочинения
- Блудный сын (L'enfant prodigue). Кантата для сопрано, баритона, тенора и оркестра (1884)
- Дева-избранница (La damoiselle élue). Кантата («лирическая поэма») для солистов, хора и оркестра (1889)
- Мученичество св. Себастьяна (Le martyre de saint Sébastien), музыка к драме («мистерии») Г. д’Аннунцио (1911)

### Обработки чужих произведений
- Две гимнопедии (1-я и 3-я) Э. Сати для оркестра (1896)
- Три танца из балета П. Чайковского «Лебединое озеро» для фортепиано в 4 руки (1880)
- «Интродукция и рондо каприччиозо» К. Сен-Санса для 2 фортепиано (1889)
- Вторая симфония К. Сен-Санса для 2 фортепиано (1890)
- Увертюра к опере Р. Вагнера «Летучий голландец» для 2 фортепиано (1890)
- «Шесть этюдов в форме канона» Р. Шумана для 2 фортепиано (1891)

### Наброски, утраченные работы
- Зюлейма (Zuléima), кантата для хора с оркестром (1886). Задумывалась как первая часть трёхчастной «Симфонической оды», 2-я и 3-я части (кантаты) которой так и не были написаны. Утрачена.
- Опера «Родриго и Химена» (1890—1893). Не завершена. Реконструирована Ричардом Лэнгхемом Смитом и Эдисоном Денисовым (1993)
- Опера «Чёрт на колокольне» (1902—1912?; наброски). Реконструирована Робертом Орледжем (премьера — в 2012)
- Опера «Падение дома Ашеров» (1908—1917; не завершена). Имеется несколько реконструкций, в том числе Хуана Альенде-Блина (1977), Роберта Орледжа (2004)
- Опера «Преступления любви (Галантные празднества)» (1913—1915; наброски)
- Соната для гобоя, валторны и клавесина (1915)
- Соната для кларнета, фагота, трубы и фортепиано (1915)